# Seby gravfält

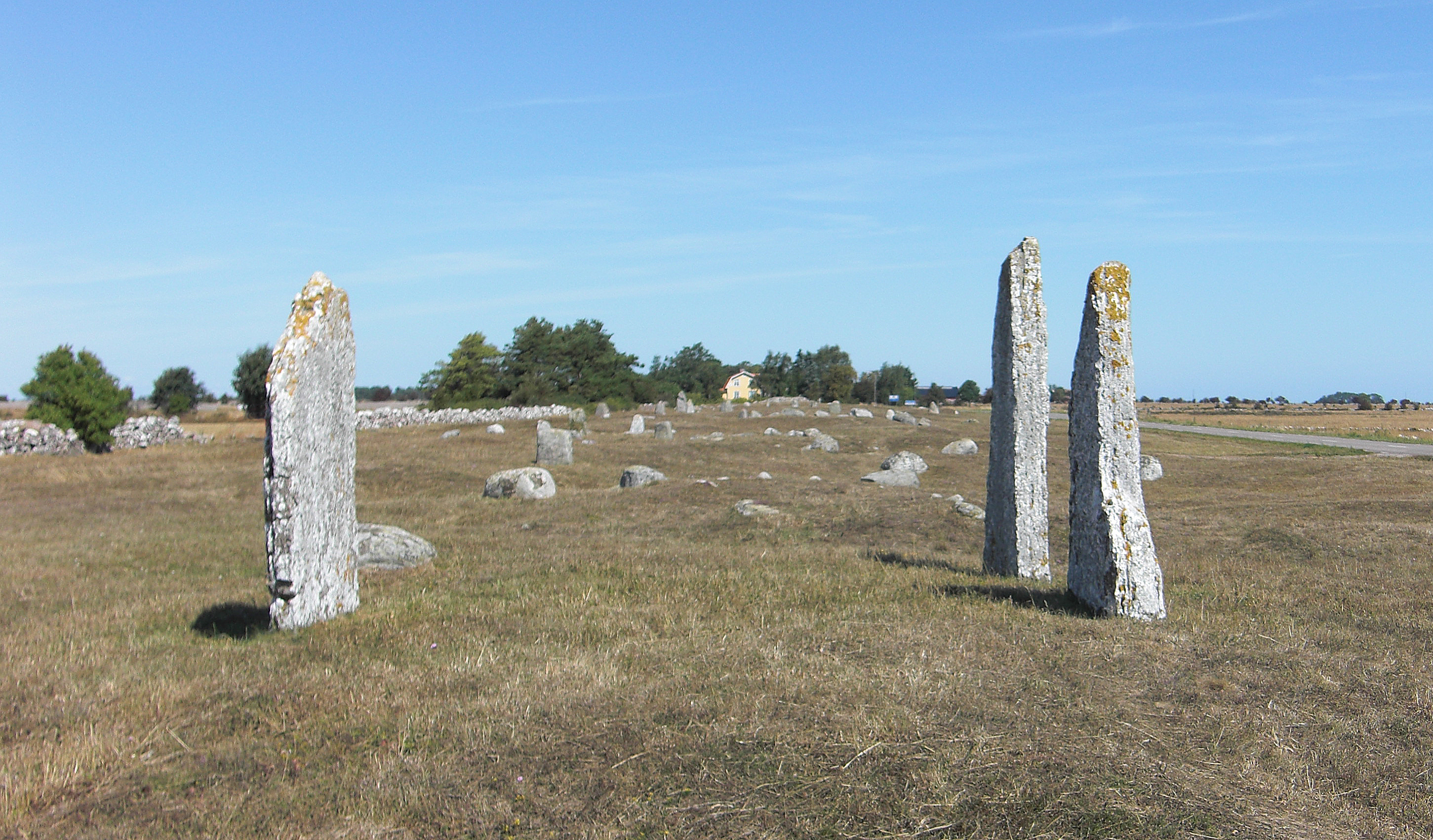
Seby gravfält

Seby gravfält är en fornlämning på sydöstra Öland norr om byn Seby i Segerstads socken.
I området registrerades cirka 280 gravar. Det höga antalet och den varierande formen av gravarna tyder på att platsen användes under nästan hela järnåldern. I gravfältet ingår en skeppssättning, andra stensättningar, gravrösen, gravhögar, hällkistor, kalkstensflisor och enskilda resta stenar. Dessutom registrerades skålgropar i berghällar. En av stensättningarna är en treudd. Dessutom står en runsten från vikingatiden på plats. Gravfältet förvaltas av Statens fastighetsverk.
Gravfältet är cirka 800 meter långt och 45 meter brett. Flera fornlämningar är skadade på grund av att delar av gravfältet användes som grustäckt.